# Francesco Morone

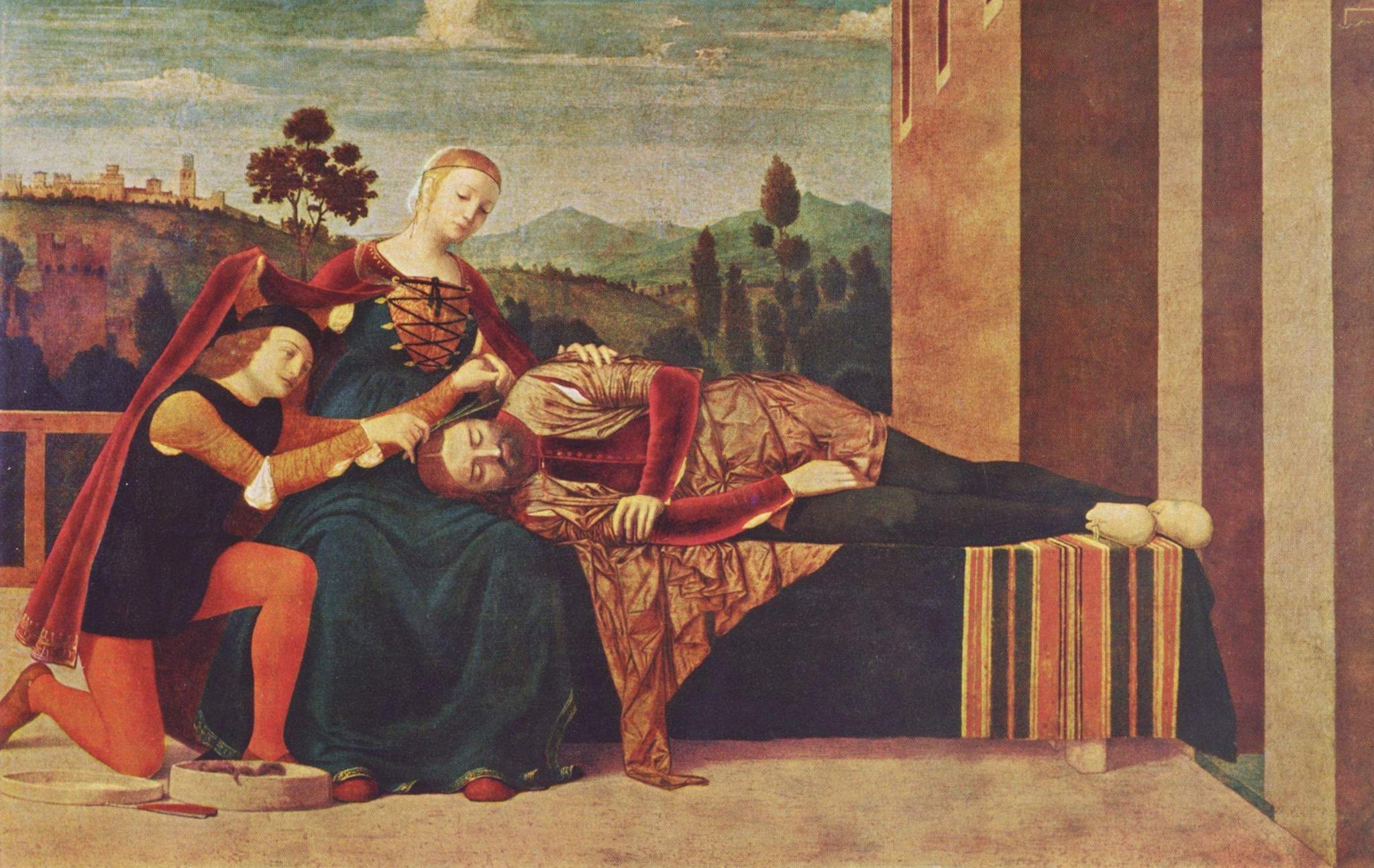
Francesco Morone: Samson und Dalila

Francesco Morone (* um 1471 in Verona; † 16. Mai 1529 ebenda) war ein italienischer Maler.

## Leben und Werk
Francesco Morone war Schüler seines Vaters Domenico. Mehr als sein Vater erlag Francesco dem Einfluss der lombardischen Malerei; manchmal eiferte er Carpaccio und Mantegna nach.
Man schätzte ihn wegen seiner stärkeren Ausdruckskraft und bewertete ihn längere Zeit höher als seinen Vater.
Man vergisst völlig einige nachweisbare Meisterwerke Francesco Morones, die sich durch Heiterkeit, Ausgeglichenheit und gelungene Farbgebung auszeichnen, und verweigert ihm so jenen Platz, der ihm in der Kunst seiner Zeit gebührt.